# Lucas Daubermann
Lucas Daubermann (* 18. März 1995 in Santa Rosa) ist ein brasilianischer Fußballspieler.

## Karriere
Lucas Daubermann erlernte das Fußballspielen in den brasilianischen Jugendmannschaften von Internacional Porto Alegre, Grêmio Porto Alegre, CA Juventus, EC Novo Hamburgo, Fluminense Rio de Janeiro und Avaí FC. Seinen ersten Vertrag unterschrieb er 2016 beim Madureira EC in Madureira, einem Stadtteil von Rio de Janeiro. 2018 ging er nach Asien. Hier unterschrieb er einen Vertrag beim japanischen Verein Kataller Toyama. Der Verein aus Toyama, einer Stadt in der Präfektur Toyama, spielte in der dritten japanischen Liga, der J3 League. Für Toyama absolvierte er 38 Drittligaspiele. 2012 wechselte er zum Viertligisten Kōchi United SC nach Kōchi. Mit dem Verein spielt er in der vierten Liga, der Japan Football League. Für Kōchi stand er 25-mal in der vierten Liga auf dem  Spielfeld. Nach einer Saison wechselte er im März 2022 zum Regionalligisten Toyama Shinjo Club. Der Verein aus Toyama spielt in der fünften Liga, der Hokushin'etsu Football League (Div.1). Für den Verein bestritt er 20 Ligaspiele. Dabei schoss er drei Tore. Zu Beginn der Saison 2023/24 wechselte er im Juli 2023 nach Thailand. Hier schloss er sich dem Zweitligisten Phrae United FC an. Für den Verein aus Phrae bestritt er 26 Ligaspiele. Nach einer Spielzeit wechselte er im Sommer 2024 zum Drittligisten Bankhai United FC. Mit dem Verein aus Ban Khai spielt er in der Eastern Region der Liga.